# Albert Raisner
 (janvier 2012).
Si vous disposez d'ouvrages ou d'articles de référence ou si vous connaissez des sites web de qualité traitant du thème abordé ici, merci de compléter l'article en donnant les références utiles à sa vérifiabilité et en les liant à la section « Notes et références ».
Albert Rufenach, dit Albert Raisner, né le 30 septembre 1922 à Apolda (Allemagne) et mort le 1er janvier 2011 à Boulogne-Billancourt (Hauts-de-Seine), est un harmoniciste français, créateur du « Trio Raisner », un animateur audiovisuel et producteur de radio et de télévision, notamment de l'émission Âge tendre et tête de bois.
Il a été une figure emblématique du paysage audiovisuel français dans les années 1960 et un pionnier de l'époque des yé-yés et des variétés à la télévision française.

## Biographie

### Origines et formation
Albert Raisner est né le 30 septembre 1922 à Apolda en Allemagne. Né en Thuringe d’un père français et d’une mère allemande, Albert Raisner arrive à Paris à l'âge de trois ans[réf. nécessaire]. Sa famille, socialement modeste, habite rue du Simplon dans le 18e arrondissement de Paris[réf. nécessaire], à Montmartre, dans un appartement de 35 mètres carrés[réf. nécessaire]. Il a deux frères, lui-même étant le second.
Représentant de commerce et amateur de musique[réf. nécessaire], son père lui enseigne tôt le violon, le piano, la trompette, la guitare et la clarinette. Albert Raisner acquiert ainsi une formation musicale classique de base, mais c'est pour l'harmonica qu'il a un coup de cœur véritable. Il trouve son premier public chez les scouts dont il fait alors partie, lors de veillées autour d’un feu de camp. Il exerce le talent qu'il se découvre aux côtés du musicien Charles Rodriguez, guitariste, violoniste tzigane, homme-orchestre et pionnier de l’harmonica en France. Jusqu’en 1939, il participe aux activités du studio Rodriguez (officiellement : Association française pour l’expansion musicale) et se fait connaître dans le milieu du spectacle. Albert Raisner a aussi connu le monde du cirque, sous le chapiteau du cirque Pinder, où il apprit le trapèze.
Il étudie au lycée Colbert[réf. nécessaire] avant de passer un an à l'École normale d'Auteuil[réf. nécessaire] et d'obtenir un doctorat en linguistique à l'université de La Sorbonne[réf. nécessaire]. Adolescent pendant la Seconde Guerre mondiale, il connaît le rationnement et le bombardement de sa rue. Il s'engage dans la Résistance à Beaulieu-sur-Dordogne en Corrèze[réf. nécessaire].
Pendant la guerre, Albert Raisner s’intègre au milieu semi-clandestin du jazz et, dans ce cadre, crée le Club de l’harmonica (dit le Charm) .

### Le Trio Raisner
En 1943, il forme le premier Trio Raisner qui dure jusqu’en 1945. À cette date, le Charm reprend les anciens locaux du studio Rodriguez et Albert Raisner forme avec Sirio Rossi et Adrien Belin le second Trio, qui intervient à la fois sur scène et à la radio (émission Trois hommes, trois harmonicas) ; un peu plus tard il est engagé dans les spectacles de l’armée américaine. À la Libération, le Trio Raisner, remporte rapidement un fort succès, tout d'abord avec le Special Service américain, (un genre de théâtre aux armées pour les soldats américains) à Francfort où il se produit en compagnie de Frank Sinatra, Louis Armstrong, Marlène Dietrich, Elvis Presley, Ella Fitzgerald et Duke Ellington. Le Trio Raisner se produit par la suite un peu partout en France et connait un grand succès. Plus que de simples musiciens, les membres du Trio Raisner sont de véritables showmen, pionniers de la scène musicale, mélangeant harmonica, chants, danses et numéros comiques.
Le Trio Raisner continue avec succès ses tournées et se produit de plus en plus fréquemment à l'étranger, notamment en Allemagne, en Italie, en Angleterre et en Israël[réf. nécessaire]. Le Trio touche aussi le grand public par le biais de la radio (nationale, mais aussi sur Europe no 1 et Radio Luxembourg) et par celui du cinéma, intervenant dans plusieurs films français ou allemands. Albert Raisner continue de composer des titres notamment Toccata, Janine et Last Space Train et à les interpréter avec son trio. Celui-ci reçoit le grand prix du disque en 1952 pour le morceau Le Canari'.
Le Trio Raisner est un des premiers artistes à interpréter du rock 'n' roll en France, avec une reprise de Rock Around the Clock de Bill Haley en 1956, et le 45 tours Voici le Rock 'n' Roll l'année suivante.
Le Trio se sépare à la fin des années 1950, et Albert continue sa carrière d'harmoniciste en solo pendant plusieurs années, faisant notamment la première partie de Chuck Berry à l'Olympia. Il écrit aussi un livre, Le Livre de l'Harmonica, dans lequel il fait un historique de l'instrument et de ses grands utilisateurs, et retrace sa propre carrière musicale.

### Animateur de radio et de télévision (1958-1983)

#### Le jeu des 1000 francs
Albert Raisner est un des présentateurs initiaux du Jeu des 1 000 francs.

#### Âge tendre et tête de bois
Par la suite, il crée la première émission de variétés pour un jeune public intitulée Âge tendre et tête de bois, Grande chanson de Gilbert Bécaud, sur la chaine alors unique de la RTF. Le premier Âge Tendre et Tête de Bois est programmé le 31 mai 1961, lorsqu'un technicien diffuse la maquette d'Albert par erreur à la place du défilé de la Gendarmerie nationale[réf. nécessaire]. Bien que conçue à partir de moyens modestes, l'émission a un succès immédiat. Les émissions sont filmées le plus souvent 
au Moulin de la Galette et parfois au Golf Drouot et à la Cité universitaire. Albert Raisner s'impose comme un promoteur de talents en France et est l'un des premiers à y diffuser du rock 'n' roll. Figure emblématique de l'époque des yé-yés, il est un fervent soutien de nombreux chanteurs français et internationaux, parmi lesquels : Gilbert Bécaud, Johnny Hallyday, Henri Salvador, Sheila, Enrico Macias, Mireille Mathieu, Sylvie Vartan, Eddy Mitchell, Jacques Monty, Michel Polnareff, Claude François, Dalida, Franck Alamo, Michel Sardou, Richard Anthony, Gigliola Cinquetti. Il invite également des groupes français comme, Les Pirates, Les Lionceaux, Les Chaussettes Noires, Les Chats Sauvages.... Au cours de l'émission, il reçoit des artistes internationaux tels que Stevie Wonder, les Beatles, les Beach Boys, Gene Vincent, Ray Charles. Âge Tendre et Tête de Bois est rebaptisé Tête de Bois et Tendres Années en 1965, et l'émission dure jusqu'en juillet 1968. L'émission est marquée par son style jovial, les duplex et multiplex avec des artistes aux quatre coins de l'Europe, l'osmose entre la proximité du public et les vedettes, et l'interdiction du play-back.
C’est à cette époque[réf. nécessaire] qu'il dessina le Bonhomme Tête de Bois qui devint la mascotte d'Âge Tendre et Tête de Bois.
Polyglotte avéré, il devient commentateur pour la télévision allemande, à diverses reprises en 1965 et 1966, à l'occasion des Jeux Sans Frontières.

#### Europarty
Albert Raisner mit aussi sur pied en 1963 une émission de coproduction en allemand appelée Rendez-vous sur le Rhin, qui évolua rapidement pour regrouper sept pays d'Europe et devenir Europarty. Il fit même, par deux fois, en direct et en russe, une émission bilatérale à Moscou, diffusée en France et en URSS, chose tout à fait inédite à l'époque.

#### Samedi et Compagnie
Il commence à animer l'émission Samedi et Compagnie en 1968.

Samedi et Compagnie change de nom en 1971 et devient Samedi Pour Vous qu'Albert Raisner continua à animer. Il y est occasionnellement remplacé par Marc Charlan.

#### Point Chaud
Il anime aussi l'émission Point Chaud, créée en 1971. Il y recevra notamment Isaac Hayes, Hugues Aufray, Manu Dibango, Ange, etc., toujours avec le désir d'élargir au maximum les horizons musicaux de son public. 
En 1973, il écrit le livre L'Aventure Pop, qui retrace l'histoire de la musique des années 1960 et 1970.

#### Tremplin 80
Lorsque Point Chaud s'arrête en 1979, Albert Raisner crée et anime l'émission de variétés Tremplin 80.
Albert Raisner anime Tremplin 80 jusqu'en 1983. Il prend ensuite du recul pour s'occuper de ses deux jeunes enfants. Il continue toutefois d'être présent à la radio et participe à plusieurs concerts et tournées.

### Les années 1990-2000
Albert Raisner fait son retour sur le petit écran en 1990 avec l'émission Âges Tendres, diffusée sur Antenne 2, et dont le concept est d'allier les années 1960 aux années 1990 en diffusant alternativement des extraits d'émissions Âge Tendre et Tête de Bois et des performances d'artistes français et internationaux enregistrées aux studios de la SFP à Bry-sur-Marne.
Au milieu des années 1990, il anima Salut Albert sur Radio Montmartre, avant d'animer une émission sur Europe 1 à la fin des années 1990. Il continua aussi à participer à des concerts et des tournées en France et à l'étranger, dont une à bord du paquebot Queen Elizabeth 2 en compagnie de Petula Clark.
Il meurt à l'âge de 88 ans, des suites d’une pneumopathie, à l'hôpital Ambroise Paré de Boulogne-Billancourt.

### Vie privée
Albert Raisner épouse en 1979 Brigitte Konjovic, Miss France 1978. Ils ont deux enfants, Rémy (né en 1981) et Richard (né en 1983), puis ils divorcent dans les années 1980.
Albert Raisner a parlé huit langues et a été membre de Mensa, une association regroupant des personnes possédant des résultats supérieurs à celui de 98 % de la population lors d'un test de quotient intellectuel[réf. souhaitée].

## Distinctions
- Grand Prix du Disque (1952)
- Chevalier de l'ordre national du Mérite (1978)
- Médaille de la Ville de Paris

## Les apports d'Albert Raisner
Pionnier de l'harmonica, Albert Raisner contribua à populariser son instrument en France et est considéré par beaucoup comme l'un des meilleurs harmonicistes de tous les temps jouant en trio, à l'instar du Trio Hocha, jouant en Belgique durant les mêmes périodes, ainsi que les harmonicistes solistes célèbres comme Larry Adler. À la télévision, il fut le premier à créer une émission pour les jeunes. Il lança de nombreux artistes qui connurent un succès international.
Ayant été un des premiers animateurs étant aussi producteurs, il contribua à changer le mode de fonctionnement de l'industrie audiovisuelle. Toujours avant-gardiste, il fut l’un des premiers animateurs-producteurs proposant des émissions tournées dans d'autres pays.
Les extraits de ses émissions sont aujourd'hui souvent repris par les médias, et une tournée regroupant des artistes des années 1960 et 1970 a pris le nom d'Âge tendre et Têtes de bois. Un morceau d'harmonica qu'il a créé et interprété est, depuis plusieurs décennies, le générique d'une émission de radio phare au Japon.

## Liste des émissions

### Télévision
- Âge tendre et tête de bois
- Tête de bois et tendres années
- Rendez-vous sur le Rhin
- Europarty
- Samedi et compagnie
- Samedi et vous
- Point chaud
- Tremplin 80
- Âges tendres

### Radio
- Le Jeu des 1000 francs
- Salut Albert

## Œuvres

### Livres
- Le Livre de l'harmonica, Presses du Temps Présent, Paris, 1961, 223 p.
- Méthode générale pour l'harmonica, Hohner, 1966
- L’Aventure pop, Robert Laffont, Paris, 1973, 303 p.
- Harmonica diatonique et chromatique facile : 30 standards... (Facile), 1993

### Disques
- Trio Raisner, Enregistrements originaux 1948-1953
- La Magia de la Armonica
- Trio Raisner, classique et danse
- Baile con Albert Raisner
- Le Roi de l'harmonica
- Harmonica parade

### Films
Toujours en tant que musicien (harmonica).
- 1955 Les Évadés
- 1959 Deux hommes dans Manhattan
- 1959 Nuits de Pigalle
- 1961 Léon Morin, prêtre
- 1963 L'Aîné des Ferchaux